# میدان نفتی بینالود
میدان نفتی بینالود یکی از میادین نفتی ایران است که در سال ۱۳۸۸ در خلیج فارس کشف شده. این میدان در استان بوشهر قرار دارد. حجم نفت خام موجود در این میدان ۸۰۰ میلیون بشکه و حجم نفت درجای آن حدود ۷۷۶ میلیون بشکه برآورد می‌شود. این میدان توسط شرکت دولتی نفت و گاز هند (ONGC) در بلوک فارسی در منطقه خلیج فارس کشف شده است. عمق این میدان در حدود ۲۳۰۰ سطح زمین و نفت این میدان نسبتاً سنگین با درجه API در حدود ۱۴ تا ۱۵ است. 
بر اساس پیش‌بینی‌ها، تولید روزانه این میدان ۲۱ هزار بشکه در روز پیش بینی می‌شود.